# Złota kolekcja: Klub wesołego szampana
Złota kolekcja: Klub wesołego szampana – kompilacja Formacji Nieżywych Schabuff wydana w 2001 roku nakładem wydawnictwa Pomaton EMI, z tytułowym przebojem autorstwa Wojciecha Płocharskiego.

## Lista utworów
źródło:.
1. „Klub wesołego szampana” – 3:52
2. „Faja 89" – 3:06
3. „Baboki” – 4:19
4. „Hej kochanie” – 2:51
5. „Żółty rower” – 5:46
6. „Hej cześć” – 3:28
7. „Najgłupsza piosenka świata (Kibel)” – 4:10
8. „Swobodny Dżordż” – 2:50
9. „Kiedy zamykam oczy” – 3:12
10. „Centrum wynalazków” – 6:25
11. „Lato” – 4:04
12. „Krystyny” – 4:43
13. „Schizofrenia” – 3:44
14. „Za zu zi” – 3:48
15. „Ludzie pragną piękna” – 2:57
16. „Kochać czasem znaczy umieć nie być razem” – 4:41
17. „Da da da” – 3:15
18. „Móv mi Elvis” – 4:00